# Kokomo
Kokomo – miasto w Stanach Zjednoczonych, w stanie Indiana, siedziba administracyjna hrabstwa Howard.